# Рочева (река)
Ро́чева — река на северо-западе России, протекает в Нименьгском сельском поселении Онежского района Архангельской области.
Течёт с юга на север. Длина реки — 18 км, площадь водосбора — 93,5 км². Берёт начало из Ве́рхнего Ро́чозера. В верхнем течении протекает через озеро Ни́жнее Ро́чозеро. В нижнем течении реку пересекает мост автодороги «Ворзогоры — Поньга — Легашевская запань». Устье реки находится на Поморском берегу Онежской губы Белого моря. Главный приток — Розливной.
На реке Рочева, на обширных сенокосных угодьях, располагалась рочевская сельхозартель «Парижская коммуна», которой оказывал поддержку Поньговский лесозавод (№ 34).
Бассейновый округ — Двинско-Печорский бассейновый округ. Водохозяйственный участок — Реки бассейна Онежской губы от западной границы бассейна реки Унежма до северо-восточной границы бассейна реки Золотица (Летняя Золотица) без реки Онега